# Mastira bitaeniata
Mastira bitaeniata is een spinnensoort in de taxonomische indeling van de krabspinnen (Thomisidae).
Het dier behoort tot het geslacht Mastira. De wetenschappelijke naam van de soort werd voor het eerst geldig gepubliceerd in 1878 door Tord Tamerlan Teodor Thorell.